# 모리무라 고타
모리무라 고타(일본어: 森村 昂太, 1988년 8월 14일 ~ )는 일본의 축구 선수이다.

## 구단 경력
그는 2007년부터 2020년까지 J리그의 FC 도쿄, 미토 홀리호크, 기라반츠 기타큐슈, 아비스파 후쿠오카, FC 마치다 젤비아에서 활동하였다.